# ۱۲۲ (قمری)
۱۲۲ (قمری)، صد و بیست و دومین سال در گاهشماری هجری قمری است. اول محرم این سال برابر با یازدهم دسامبر سال ۷۳۹ میلادی است.